# Udzsiie Hidejuki
Udzsiie Hidejuki (Tokió, 1979. február 23. –) japán válogatott labdarúgó.

## Nemzeti válogatott
A japán U20-as válogatott tagjaként részt vett az 1999-es ifjúsági labdarúgó-világbajnokságon.